# 黃仲芳
黃仲芳（？—？），字時茂，福建建寧府甌寧縣人，明朝政治人物，進士出身。

## 生平
永樂十三年（1415年）登進士，改庶吉士，后擔任東陽縣知縣。擢湖廣右參議，后官至雲南右參政。